# Altaír Tejeda de Tamez
Altaír Tejeda de Tamez (Ciudad Victoria, Tamaulipas, México; 23 de octubre de 1922 - Ciudad Victoria, Tamaulipas, México; 17 de septiembre de 2015) fue una narradora, poeta, dramaturga, cronista y periodista mexicana.

## Biografía
Altaír Tejeda Treviño nació el 23 de octubre de 1922 en Ciudad Victoria, Tamaulipas, México, hija de Rafael Tejeda Puente y Elvira Treviño, ambos profesores.  Realizó sus estudios primarios en la Escuela "Leona Vicario", sus estudios secundarios en la Escuela Normal y Preparatoria de Tamaulipas, terminando sus estudios en la Escuela Nacional de Maestros en la Ciudad de México como profesora de Educación Primaria.  Se recibió como licenciada en Filosofía y Letras por la Universidad de Coahuila, y más tarde realizó una maestría en Lengua y Literatura Hispánicas en la Facultad de Filosofía y Letras de la Universidad Nacional Autónoma de México.  Contrajo matrimonio con Santiago Tamez Anguiano con quien tuvo tres hijos: Antonio, Marisela y Jorge.  Se desempeñó en la docencia como maestra de educación primaria, de Español Superior, Literatura y de Teoría Literaria y Composición.  Como columnista escribe crónicas para El Diario de Ciudad Victoria, algunas de las cuales fueron recopiladas en Buenos días, Victoria.  El 31 de marzo de 2008 recibíó la Medalla al Mérito "Luis García de Arellano" que otorga anualmente el Congreso del Estado de Tamaulipas, a los tamaulipecos distinguidos.

## Obra
Publicó su primer libro de poemas, 30 minutos, en 1952. Su obra poética se caracteriza por ser fina, dinámica y nostálgica, sin embargo, ofrece visiones poéticas fuertes y completas con esperanza en el futuro. Su narrativa se caracteriza por una técnica clara y directa sin rodeos ni divagaciones. En sus relatos, algunos autobiográficos, predominan aspectos misteriosos y fantasiosos, así como también un tono sicológico. Su novela Ménage à trois es una narración cargada de humor, fino eroticismo y costumbrismo.
Entre sus obras de teatro destaca Canasta, escrita en 1958 y que recibió el premio INBA ese mismo año, aunque fue presentada en escena por vez primera en 1976, en la que ofrece la visión de un grupo de mujeres felices inmersas en un juego de canasta mientras sus familias sufren su ausencia y mientras tanto se desarrolla una tragedia. Otoño muere en primavera recibió el premio "El Nacional" en 1960, escenificada en 1985, es una pieza costumbrista protagonizada por mujeres presas de un ambiente monótono y provinciano. En 1987 estrenó Los mutantes (1984) en el Festival Internacional de las Artes en Monterrey en la cual muestra la degradación moral para conseguir dinero y poder. En Yerbabuena relata los hechos reales occurridos en la comunidad homónima tamaulipeca que se suscitaron por un conflicto político-religioso.

## Obras

### Narrativa
- El perro acomplejado (1958)
- El cementerio de las palabras (1980)
- Ochenta ventanas para asomarse al mundo (1983)
- Crónicas y cuentos (1985)
- Buenos días, Victoria (1987)
- Estrategia (1989)
- Variaciones para un tema de rosa (1993)
- Los signos secretos (1997)
- Antología de cuentos (2001)
- "Las Ventanas de Altair" (2012)

### Novela
- Ménage à troisa (1990)

### Teatro
- Canasta (1958, puesta en escena en 1976)
- La telaraña (1959)
- Otoño muere en primavera (1959)
- Buenas noches, soledad (1972, puesta en escena en 1986)
- Le petit prince (1975), adaptación de la obra El principito de Antoine de Saint-Exupéry.
- Yerbabuena y otras piezas (1983), contiene Canasta, Buenos noches, soledad, Los fantasmas del espejo roto y Yerbabuena.
- Los mutantes y otras piezas (1985)

### Poesía
- XXX Minutos, ensayo de poesía (1952)
- Acroama (1961)
- Fuensanta (1966)
- Homenaje a "Saltillo 400" (1977)
- Azares de amor y muerte (1979)
- Palabras sencillas: antología poética (1980)
- La jaula de oro (1986)

### Ensayo
- El péndulo: el mundo interior de Ramón López Velarde a través de su poesía y otros ensayos (1980)